# گئورگ تیسلاند
گئورگ تیسلاند (نروژی: Georg Tysland) زاده ۱۳ فوریه ۱۸۹۰ در کریستیانیا و مرگ به تاریخ ۱۴ فوریه ۱۹۳۲م، در سن ۴۲ سالگی در ترومس، یک مهندس و نوآور نروژی بود.
 ساخت اولین کوره برقی ذوب و تولید آهن خام از طریق کاهش به وی و همکارانش نسبت داده می‌شود.

## پیشینه
گئورگ تیسلاند در سال ۱۸۹۰م، در کریستیانیا که بعدها به عنوان پایتخت نروژ به اسلو تغییر نام داد به دنیا آمد. پدرش یکی نظامی بود که بعدها به درجه سرهنگی رسید. گئورگ خود در شهر زادگاهش بزرگ شد و به مدرسه رفت. پس از پایان تحصیلات متوسطه به برگن رفت و در مدرسه فنی آن شهر در رشته شیمی ادامه تحصیل داد و در سال ۱۹۰۸م، در امتحانات پایانی مدرسه پذیرفته شد. سپس به مدت یکسال در شهرک صنعتی اودا مشغول کار بود. در سال ۱۹۱۰م، در آزمون علوم پایه در مدرسه کلیسای جامع برگن شرکت کرد و برای تحصیل در رشته برق و فلزشناسی در دانشگاه لیژ در بلژیک پذیرفته شد و در سال ۱۹۱۳م، با رتبه اول از میان ۱۵۰ دانشجو فارغ‌التحصیل گشت. همان سال در تأسیسات ذوب آهن نوتودن استخدام شد و تا سال ۱۹۱۶م، در مقام مدیر تأسیسات مشغول کار بود. سپس از طریق یک نهاد همکاری نروژ و آمریکا بورسی به وی تعلق گرفت و مدت کوتاهی در ایالات متحده به سر برد.
پس از بازگشت به نروژ، مدتی با هدف تأسیس یک شرکت مربوط به فلز تلاش کرد، اما موفق نشد. در حدود همین دوره با زنی اهل سوئد آشنا شد و ازدواج کرد. در سال ۱۹۱۸م، در مأموریتی به استان
ترومس اوگ فینمارک فعلی رفت تا تأسیسات تولید گرافیت را راه اندازی کند. پس از پایان این مأموریت، در سال ۱۹۲۱م، گئورگ تیسلاند در مقام کارشناس الکتروشیمی و فلزشناسی به استخدام وزارت بازرگانی نروژ درآمد. یک سال بعد به ریاست طرح آزمایشی دولت به منظور تأسیس یک کارخانه ذوب آهن با استفاده از نیروی برق منصوب شد.
در ارتباط با این طرح، گئورگ تیسلاند، نخست یک کوره آزمایشی در ابعاد کوچک ساخت. کوره آزمایشی تا مرحله بازدهی در ابعاد واقعی راه زیادی در پیش داشت. با این حال نتایج حاصل از این کوره آزمایشی به قدری نوید بخش بود که کارخانهٔ تولید قطعات فلزی که طرف قرارداد دولت نروژ بود، در سال ۱۹۲۴م، گئورگ تیسلاند را به استخدام خود درآورد و یک کوره بزرگ با ظرفیت ۵۰۰۰ کیلووات بر اساس دست‌آوردهای وی ساخت. اولین کوره که در سال ۱۹۲۵م، به پایان رسید، مشکلات زیادی داشت. اما تلاش برای رفع عیب‌های کوره ادامه یافت و سرانجام در سال ۱۹۲۹م، به عنوان اولین کوره ذوب و تولید آهن توسط عامل کاهندهٔ گرافیت، به بهره‌برداری رسید.
گئورگ تیسلاند همچنان تا سال ۱۹۳۱م، فعال بود و در چند مأموریت شرکت کرد. اما در سال ۱۹۳۲م، در اثر نارسایی قلبی در جوانی در گذشت.